# Roche (Švýcarsko)
Roche je obec na jihozápadě Švýcarska, v okrese Aigle v kantonu Vaud. Žije zde přibližně 1 600 obyvatel.

## Geografie
Roche leží v nadmořské výšce 390 m, vzdušnou čarou 6 km severoseverozápadně od okresního města Aigle. Obec se rozkládá na východním okraji údolí Rhôny, při ústí horského potoka Eau Froide z Vaudských Alp, na západním úpatí masivu Tour d’Aï.
Území obce o rozloze 6,5 km² zahrnuje část údolí Rhôny a přilehlé svahy. Na západě zasahuje území obce daleko do roviny Rhôny až ke kanálu Grand Canal. Na východě se území rozkládá na velmi strmých zalesněných svazích protkaných skalnatými výběžky po obou březích potoka Eau Froide až k vrcholům Tête de Sauquenil (1085 m n. m.; západní část Mont d’Arvel) a La Sarse (1502 m n. m., nejvyšší bod v Roche) u Les Agites. V roce 1997 bylo 16 % rozlohy obce pokryto zastavěnou plochou, 31 % lesy a lesními porosty, 51 % zemědělskými plochami a necelá 2 % neproduktivní půdou.
K obci Roche patří několik samostatných zemědělských podniků v rovině Rhôny. Sousedními obcemi Roche jsou Villeneuve, Corbeyrier, Yvorne, Chessel, Noville a Rennaz.

## Historie

Lom v Roche (1936)

V obci byly objeveny stopy z římské doby. V té době vedla přes oblast Roche důležitá obchodní cesta z Aventicum (Avenches) přes Octodurum (Martigny) a přes Velký Svatobernardský průsmyk do Itálie.
První písemná zmínka o obci pochází z roku 1150 pod názvem Rocha. Později se objevily názvy Rochi (1177), la Rochy (1402) a Rochiz (1540). Od středověku patřila vesnice s kostelem a špitálem kanovníkům Velkého Bernarda (kostel a špitál zůstaly v jejich držení až do roku 1853).
S dobytím panství Aigle Bernem v roce 1476 přešlo Roche pod správní jednotku Aigle. V letech 1758–1764 pobýval v Roche lékař, básník a přírodovědec Albrecht von Haller jako ředitel bernských solných závodů. Po pádu Staré švýcarské konfederace patřila obec v letech 1798–1803 v období helvétského soustátí ke kantonu Léman, který byl poté po vstupu v platnost Ústavy o zprostředkování sloučen s kantonem Vaud. V roce 1798 byla přiřazena k okresu Aigle. V roce 1861 padla řada domů za oběť požáru vesnice. Poté, co Roche v roce 1896 postihla velká povodeň na řece Eau Froide, byla dolní část potoka přehrazena hrází a přehrazena. V srpnu 2007 byla obec opět zaplavena a vznikly škody za miliony eur; nikdo však nebyl zraněn.

## Obyvatelstvo
| Vývoj počtu obyvatel | Vývoj počtu obyvatel | Vývoj počtu obyvatel | Vývoj počtu obyvatel | Vývoj počtu obyvatel | Vývoj počtu obyvatel | Vývoj počtu obyvatel | Vývoj počtu obyvatel | Vývoj počtu obyvatel | Vývoj počtu obyvatel | Vývoj počtu obyvatel | Vývoj počtu obyvatel | Vývoj počtu obyvatel | Vývoj počtu obyvatel | Vývoj počtu obyvatel | Vývoj počtu obyvatel | Vývoj počtu obyvatel | Vývoj počtu obyvatel |
| -------------------- | -------------------- | -------------------- | -------------------- | -------------------- | -------------------- | -------------------- | -------------------- | -------------------- | -------------------- | -------------------- | -------------------- | -------------------- | -------------------- | -------------------- | -------------------- | -------------------- | -------------------- |
| Rok                  | 1764                 | 1850                 | 1860                 | 1870                 | 1880                 | 1888                 | 1900                 | 1910                 | 1920                 | 1930                 | 1941                 | 1950                 | 1960                 | 1970                 | 1980                 | 1990                 | 2000                 |
| Počet obyvatel       | 248                  | 351                  | 407                  | 413                  | 383                  | 380                  | 528                  | 696                  | 661                  | 738                  | 704                  | 744                  | 695                  | 848                  | 780                  | 862                  | 894                  |

Z celkového počtu obyvatel je 93,4 % francouzsky mluvících, 2,0 % německy a 1,5 % italsky mluvících (stav v roce 2000). V roce 1850 žilo v Roche celkem 351 obyvatel a v roce 1900 528 obyvatel. V průběhu 20. století počet obyvatel neustále rostl až do roku 1970 (848 obyvatel). Po roce 2000 počet obyvatel rychle rostl vzhledem k silnému přistěhovalectví

## Hospodářství

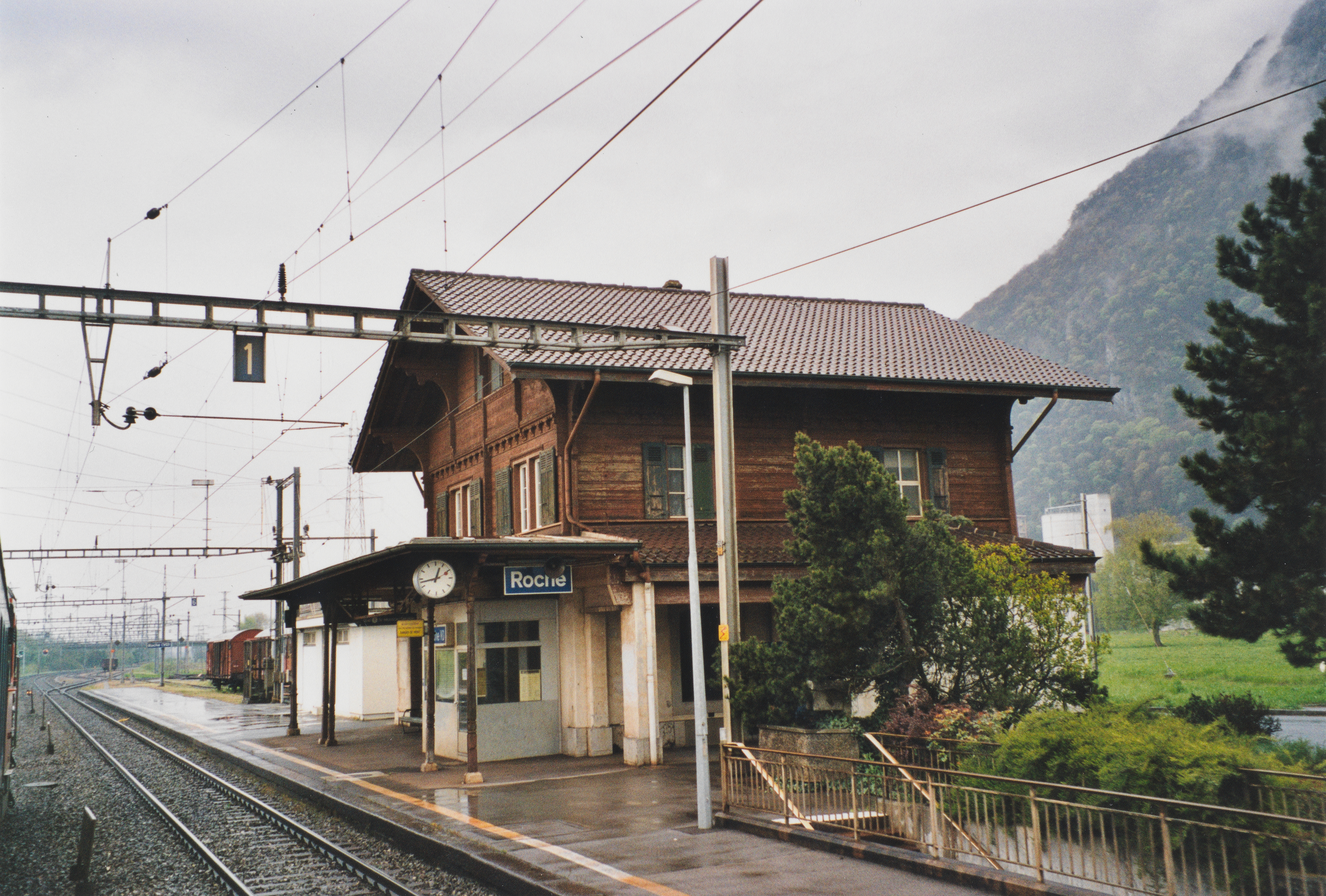
Železniční stanice Roche

Roche bývalo vesnicí, která se vyznačovala především zemědělstvím. Od 16. století zde byl v provozu solný důl. V období nadvlády Bernu bylo Roche až do roku 1798 významným nalezištěm soli, která se zde těžila z produktů solných dolů v Aigle a Bex. V průběhu 19. století se v obci začal těžit vápenec. Lomy nad obcí po obou stranách řeky Eau Froide jsou vidět z dálky. Cementárna byla otevřena v roce 1896.
V malém lomu o něco jižněji a rovněž na svahu se těžil neobyčejně barevný vápenec, v minulosti známý jako Marbre de Roche, jehož použití v uměleckém řemesle 18. století dílnou Funk v Bernu a Marbrerie Doret ve Vevey dosáhlo na čas velkého významu. Pozdějším zvláštním uplatněním bylo použití tohoto materiálu v interiéru Federálního paláce v Bernu.
I dnes hraje zemědělství a ovocnářství v rovině Rhôny důležitou roli v obživě obyvatel. V okolí obce se nachází několik malých vinic. Další pracovní místa jsou v místních malých podnicích a ve službách. Mnoho pracovních míst zaniklo v roce 1999 uzavřením cementárny, kterou od roku 1992 vlastnila společnost Holderbank Ciments et Bétons. V posledních desetiletích se obec také rozvíjí jako rezidenční obec. Mnoho zaměstnanců dojíždí za prací především do regionu Vevey-Montreux.
V Roche sídlí od roku 1983 Švýcarské muzeum varhan (Musée Suisse de l’Orgue), které je umístěno v budově bývalých koňských stájích ze 16. století u silnice vedoucí údolím Rhôny.

## Doprava
Obec má dobré dopravní spojení. Leží na hlavní silnici č. 9, která vede z Lausanne přes Montreux do Valais. Nejbližší napojení na dálnici A9 (Lausanne–Sion), která byla otevřena v roce 1970 a prochází obcí, je vzdáleno asi 3 km od centra obce. Dne 10. června 1857 byl otevřen úsek železniční trati Villeneuve-Bex (Simplonská dráha) z Lausanne do Valais se stanicí v Roche.